# Philips Hue

Philips Hue logo

Philips Hue Iris

Philips Hue ist das Smart-Home-System von Signify, welche unter dem Markennamen Philips ihre Systeme verkauft. Signify war ursprünglich die Unternehmenssparte Philips Lighting, bevor sie als eigenständiges Unternehmen ausgegliedert wurde. Das System erlaubt die Steuerung der Beleuchtung eines Hauses über eine Mobile App auf einem Smartphone oder Tabletcomputer, kann aber auch durch physische Taster oder eine Sprachsteuerungsfunktion bedient werden.

## Funktionsweise
Die sogenannte Hue Bridge ist die Steuerungszentrale, mit der die Smart-Home-Leuchten eines Hauses angesteuert werden können. Die Bridge muss an den Router angeschlossen werden, damit die Geräte über die Philips-Hue-App gesteuert werden können. Eine WLAN-Verbindung ist nicht erforderlich, auch eine Fernverbindung ohne aktives WLAN ist möglich, sofern ein MeetHue-Konto in der App eingerichtet wurde. Hauptfunktion der App ist es, die Smart-Home-Geräte an- und auszuschalten, LED-Lampen in der Helligkeit zu dimmen sowie die Farbe einzustellen. Über Szenen können vom Benutzer eingestellte Räume voreingestellte Lichtszenen darstellen. Eine weitere Funktion haben die Routinen. Diese können z. B. dafür eingesetzt werden, sich morgens durch eine zu einer bestimmten Uhrzeit langsam heller werdende Lampe wecken zu lassen.
Philips Hue Systeme werden über ein externes Steckernetzteil mit stabilisierten 24 Volt Gleichspannung versorgt. Hinweis: Die Betriebsspannung ist am Steckernetzteil und bei der Kabeleinführung zum Philips Hue angegeben. Abweichungen der Betriebsspannung wären möglich.
Über die App können nicht nur Philips-Geräte angesteuert werden, sondern auch die Geräte anderer Hersteller, wie z. B. des Telekom Smart Home, Bosch Smart Home, Apple HomeKit oder des Trådfri-Systems von Ikea. Der hierfür verwendete Funkstandard ist ZigBee.

## Farbspektrum
Philips bietet in der Hue-Serie LED-Lampen mit unterschiedlichen Farbspektren an, auch LED-Lampen mit der Anmutung einer Glühbirne. Insgesamt gibt es mit den Serien White, White Ambiance und Color & White Ambiance drei Serien an LED-Lampen mit unterschiedlichen Farbspektren. Die Serie White liefert eine Farbtemperatur von 2700K. Die White Ambiance bietet ein wechselbares Farbspektrum zwischen 2000K und 6500K. Die Color & White Ambiance ist die einzige Serie mit rund 16 Millionen Farben. Sie erzeugt ein wechselbares Farbspektrum zwischen 2200K und 6600K. Die LED-Lampen sind in den Fassungen E14, E27, GU10 und GU5.3 erhältlich, alle sind dimmbar. Außerdem gibt es mittlerweile zahlreiche Leuchten für den Innen- und Außenbereich. Zudem sind unter der Bezeichnung „Hue Secure“ Kameras und Kontaktsensoren erhältlich.